# Carrie Nation
Carrie Amelia Nation (25 de novembre de 1846 – 9 de juny de 1911) fou una activista estatunidenca, probablement el personatge més famós vinculat al Moviment per la Temprança —la lluita contra l'alcohol durant l'època prèvia a la llei seca als Estats Units, pel seu hàbit d'entrar als bars amb una destral de mà destrossant ampolles. Ha estat protagonista de diversos llibres, articles i fins i tot una òpera el 1966 a la Universitat de Kansas.
Nascuda com a Carrie Moore a Garrard County, Kentucky, Estats Units, Nation atribueix la seva afició a la lluita contra l'alcohol al seu fallit primer matrimoni amb un alcohòlic. El seu famós cognom el va prendre del seu segon marit, David Nation. Durant la seva campanya contra el licor a principis del segle xx, va abreujar el seu segon nom, que quedà en un simbòlic Carry A. Nation (en anglès, carry a nation es pot traduir lliurement com tenir cura d'una nació), una expressió que va arribar a registrar com a marca a l'estat de Kansas. De vegades actuava sota el pseudònim de Mary Pat Clarke.
D'origen humil, el seu matrimoni amb el Dr. Charles Gloyd va acabar després del naixement de la filla de tots dos, Charlien, amb la mort del seu marit un any després. Després d'intentar exercir de mestra, contragué un segon matrimoni amb el Dr. David A. Nation, advocat, sacerdot i editor de premsa, i després es van mudar a prop de Houston, Texas.
Carrie, que era una dona d'envergadura (1,82 m d'alçada i 79 kg de pes), es descrivia a si mateixa com "un bulldog que corre als peus de Jesús, bordant al que ell rebutja" i afirmava seguir ordres divines quan escometia contra bars. Sola o acompanyada per altres dones que resaven i cantaven himnes, solia entrar en bars a destrossar mobiliari i ampolles. Entre 1900 i 1910 va ser arrestada 30 vegades; pagava les multes amb les donacions rebudes en les seves conferències, i les vendes de destrals de mà com la que feia servir en els seus atacs.
Va morir a Leavenworth, Kansas, el 9 de juny de 1911, i fou enterrada en una tomba sense nom. L'Associació de Dones Cristianes abstèmies va erigir en el seu honor una placa que deia "Fidel a la causa de l'abstinència, va fer el que va poder".

## Enllaços externs

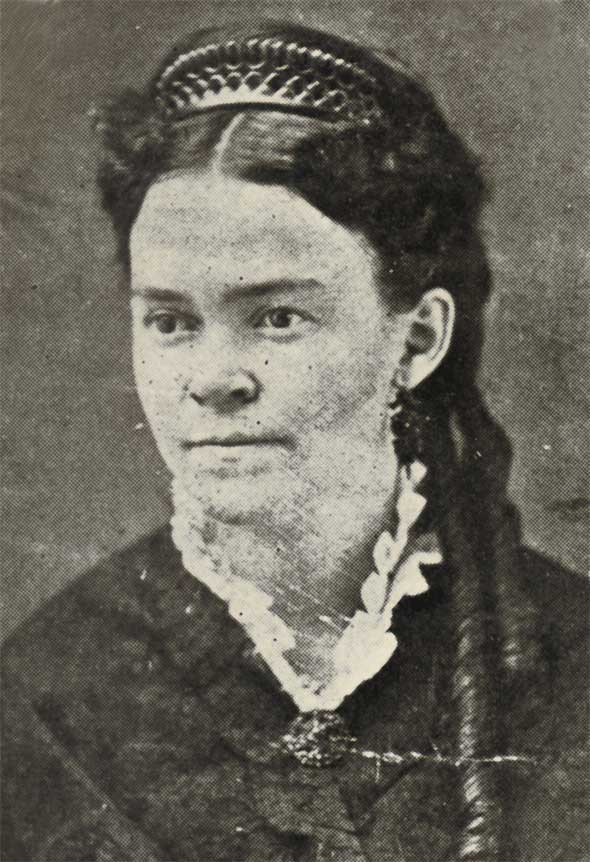
Carrie A. Nation després del seu matrimoni amb David Nation el 30 de desembre de 1874